# Fabiano Beltrame
Fabiano Da Rosa Beltrame (born ngày 29 tháng 8 năm 1982) là một cầu thủ bóng đá Brasil hiện tại thi đấu ở vị trí hậu vệ cho Madura United ở Liga 1.